# Primal Rage
Primal Rage – gra komputerowa z gatunku bijatyk, wydana w 1994 roku przez Atari Games. Początkowo ukazała się na automaty do gier, z czasem grę skonwertowano na konsole i komputery domowe. Akcja gry toczy się w przyszłości, w której doszło do uderzenia meteorytu w ziemię i zniszczenia cywilizacji. Na skutek katastrofy uwolnieni zostają starożytni bogowie, którzy przyjmują postać prehistorycznych bestii. Gracz może wybrać jedną z siedmiu postaci, z których każda dysponuje innymi ciosami.